# Trionymus caricis
Trionymus caricis är en insektsart som beskrevs av Mcconnell 1941. Trionymus caricis ingår i släktet Trionymus och familjen ullsköldlöss. Inga underarter finns listade i Catalogue of Life.